# أليسيا موريو دا خوستو
أليسيا موريو دا خوستو، ولدت في في لندن وتوفيت في 12 ماي 1986 في بوينس آيرس، هي طبيبة وسياسية في الأرجنتين وشخصية رئيسية في الحركة النسوية والاشتراكية في بلدها الأرجنتين.
في بداية القرن العشرين شاركت في المطالبات والنهوض بحقوق المرأة. في عام 1902، مع مساعدة من مجموعة من الرفاق، أسست مركز النسوية الاشتراكية والاتحاد العام النسائي. وقد نظمت المؤتمرات داخل سوسيداد لوز ، جنبا إلى جنب مع والدها، أسست أتينيو الشعبية. كانت أيضا سكرتير التحرير من جريدة تسمى هيومانيداد نوفه، مديرة نويسترا كوزا. في عام 1914، حصلت على الدكتوراه في الطب، بضع سنوات في وقت لاحق، كما أنها انضمت إلى الحزب الاشتراكي قبل أن تتزوج مع السياسي خوان بوتيستا خلال الحرب الأهلية وكانت من الناقدات الشديدات  للبيرونية حيث أعتبرتها غير ديمقراطية. في عام 1958، شاركت في تقسيم الحزب الاشتراكي وتأسيس الحزب الاشتراكي في الأرجنتين، كما كانت مديرة صحيفة لا فانجوارديا حتى عام 1960. عملت حتى السنوات الأخيرة من حياتها وكانت من مؤسسي الجمعية الدائمة لحقوق الإنسان في عام 1975.

## السيرة الذاتية
هي الصغرى في عائلة مكونة من ثلاثة أفراد، أليسيا مورو ولدت في لندن في 11 أكتوبر 1885. والدها أرماند مورو كانت تحكي عنه بأنه «المفكر الحر» وثوري فرنسي شارك في بلدية باريس عام 1871. بعد القمع الذي حدث، قرر التنقل والعيش في بلجيكا أولاً، ثم انتقل لبريطانيا العظمى.
في عام 1890، هاجرت أليسيا وماريا دينونت أمها إلى الأرجنتين، سانسيينا، التي كانت يراد منها أن تكون عاصمة البلد. قالت أليسيا فيما بعد: «عندما وصلت إلى هنا لم أكن امشي. كما أقول دائما، أنا حقا أحب تعلم المشي على هذه الأرض التي لم أفارقها». بعد إستقرار أسرتها في بوينس آيرس، قام والد أليسيا ذو الأيديولوجية، لاسلطوية وإشتراكية، بفتح مكتبة في عام 1896 وانضم إلى مجموعات الاشتراكيين النشطين في الأرجنتين وبوينس آيرس العاصمة الأرجنتينية الذين شرعوا في تنظيم الحركة العمالية في الأرجنتين. شاركت إبنته في الاجتماعات المتنوعة من الاجتماعات والأنشطة. من جانبه سعى آرمند أبوها بجد للحصول على كتب للمرضى في المستشفى الفرنسي.

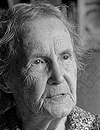
و هي في الشيخوخة